# Malcolm Mitchell
Vous lisez un « bon article » labellisé en 2018.
Pour les articles homonymes, voir Mitchell.
(en) Statistiques sur pro-football-reference
Malcolm Mitchell est un joueur américain de football américain, né le 20 juillet 1993 à Valdosta en Géorgie. Évoluant au poste de wide receiver, il est sélectionné en 112e position au quatrième tour de la draft 2016 de la NFL par les Patriots de la Nouvelle-Angleterre et remporte dès sa première année en National Football League le Super Bowl LI.
Blessé au genou dans une rencontre préparatoire de la saison suivante, il ne peut retrouver les terrains et est libéré par les Patriots en août 2018. Bien qu'officiellement agent libre, ses chances de revenir en NFL semblent compromises. Mitchell s'engage dans sa deuxième carrière, celle d'écrivain pour enfants, initiée à l'université de Géorgie.

## Biographie

### Jeunesse
Malcolm Mitchell naît à Valdosta en Géorgie où il passe ses premières années. En 2000, sa mère Pratina Wood est diagnostiquée d'un cancer du sein auquel elle survit. En 2003, refusant de poursuivre une vie dans laquelle elle est malheureuse, Wood quitte son mari et le foyer, installé à Tampa en Floride, pour retourner à Valdosta avec ses enfants. Malcolm commence à jouer au football américain alors qu'il est en 4th Grade à Tampa après avoir vu son frère s'amuser en y jouant. Malcolm montre rapidement ses qualités athlétiques hors du commun sur les terrains. Élevé dans une famille monoparentale, le sport a une place importante dans son éducation,. À son retour à Valdosta, sa famille est alors confrontée aux difficultés financières. Le fils aîné Marquise dort sur le canapé, Malcolm dort sur un matelas gonflable et la sœur cadette Zakirra partage le lit de sa mère. Cette situation prend fin en novembre 2005 lorsque sa mère, superviseuse dans un centre d'appel de DirecTV, obtient de l'organisation non gouvernementale Habitat for Humanity un prêt immobilier pour acheter une maison plus grande.
Malcolm Mitchell continue de jouer au football américain, sport historique de Vadolsta, même s'il souhaite arrêter au 6th Grade parce qu'il n'a pas assez de temps de jeu. Ses qualités lui permettent de faire partie de l'équipe de high school de Valdosta, équipe ayant remporté de nombreux championnats d'État, dans laquelle Mitchell devient une vedette,. Au début de sa dernière saison avant son entrée universitaire, Mitchell veut arrêter lorsque son entraîneur Rance Gillespie le fait passer du poste de cornerback à celui de wide receiver. Sa mère le convainc de poursuivre et l'aide à s'entraîner dans le jardin. Ce changement de poste est une réussite, Michell réceptionne 77 passes pour 1 149 yards et sept touchdowns,.

### Carrière universitaire (2011-2015)
Évalué comme le deuxième meilleur athlète de l'État de Géorgie, Malcolm Mitchell est attendu comme un receveur efficace dès ses débuts au niveau universitaire. Ne souhaitant pas s'éloigner de son domicile, le receveur envisage trois universités pour lesquelles il pourrait jouer au début de la saison universitaire 2011 : l'université de Géorgie, l'université de Floride et l'université de l'Alabama. L'entraîneur de l'université de Géorgie Mark Richt passe une journée avec lui pour le recruter, convainc sa mère, influençant sa décision de rejoindre les Bulldogs de la Géorgie. Pour son premier match pour les Bulldogs, Mitchell attrape trois passes pour un total de 64 yards dont une pour un touchdown de 51 yards, et réalise une course de 20 yards. Bien qu'il manque un tiers de la saison pour une blessure au muscle ischio-jambier, le receveur débutant réussit sa première année avec les Bulldogs, terminant avec 45 réceptions pour 665 yards et est désigné parmi les meilleurs débutants de la conférence SEC,
Au début de sa deuxième saison universitaire, Michell est replacé en défense en tant que cornerback pour combler les suspensions de plusieurs joueurs défensifs,. Une torsion de la cheville retarde ses débuts en défense d'une semaine. S'il est envisagé qu'il dispute toute la saison en défense et en attaque, il ne dispute que quatre rencontres en défense,.
Lors du camp d'entraînement du printemps, le receveur se blesse au ménisque du genou droit à l'entraînement et doit se faire opérer. Dans le premier quart-temps de la saison 2013, Malcolm Mitchell se blesse au ligament antérieur du genou droit en célébrant le touchdown de 75 yards de Todd Gurley contre les Tigers de Clemson,,. Restant tout le reste de la première mi-temps sur le banc de touche avec une poche de glace sur le genou, il ne peut pas retourner sur le terrain. Le lendemain, les examens médicaux révèlent la gravité de la blessure qui l’oblige à manquer le reste de la saison et à se faire opérer. Opéré une dizaine de jours après la rencontre, sa saison n’est pas comptabilisée pour cause de blessure si tôt dans la saison et il lui reste deux saisons universitaires à jouer,.
Lors d'un entraînement pour préparer la saison 2014, alors que son retour est attendu comme l'une des clefs de la réussite des Bulldogs de la Géorgie, il se blesse de nouveau au genou droit et doit subir une arthroscopie le 31 juillet. De retour sur les terrains en septembre, Mitchell est toujours gêné par son genou et ne participe qu'à neuf rencontres de la saison des Bulldogs, trois comme titulaire, lors desquelles il attrape pour 248 yards en 31 réceptions.
Lorsqu'il termine sa carrière universitaire en 2015, Mitchell est le troisième receveur de l'histoire de l'université avec 174 réceptions. Il marque 16 touchdowns et avance pour un total de 2 350 yards,. En décembre 2015, il reçoit son diplôme universitaire de l'université de Géorgie en communication.

### Carrière professionnelle (2016-2018)

#### Recrutement
Invité au NFL Scouting Combine, Malcolm Mitchell entre dans le processus de recrutement de la draft 2016 de la NFL comme le premier receveur des Bulldogs de la Géorgie. À presque 23 ans, il est déjà un joueur expérimenté dont le dynamisme et la réussite sur les passes longues en 2015, la qualité des tracés, les mains sûres — une seule passe relâchée en 2014, trois en 2015 — et la dureté au contact lui permettent d'être attendu au troisième ou quatrième tour.
| Taille        | Poids          | Long. bras        | Taille main       | 40 yds dash | 10 yds split | 20 yds split | 20 yds shuttle | 3 cone drill | Dét. Vert.    | Dét. Long.          | Dév. couché    |
| ------------- | -------------- | ----------------- | ----------------- | ----------- | ------------ | ------------ | -------------- | ------------ | ------------- | ------------------- | -------------- |
| 1,83 m (6 ft) | 90 kg (198 lb) | 83 cm (32 ⁵⁄₈ in) | 27 cm (10 ¹⁄₂ in) | 4 s 45      | 1 s 51       | 1 s 25       | 4 s 34         | 6 s 94       | 91 cm (36 in) | 3,29 m (10 ft 9 in) | 15 répétitions |

Malcolm Mitchell est sélectionné au quatrième tour de la draft 2016 de la NFL par les Patriots de la Nouvelle-Angleterre au 112e choix,,. L'inquiétude que suscitent ses genoux et des statistiques universitaires limitées par le jeu de courses de ses anciens coéquipiers Isaiah Crowell, Todd Gurley puis Nick Chubb l'ont fait reculer dans la hiérarchie. Le 5 mai 2016, une semaine après sa sélection, Mitchell signe un contrat de quatre ans avec les Patriots d'une valeur de 2,91 millions de dollars.

#### Première saison prometteuse et victoire au Super Bowl
Malcolm Mitchell commence la saison 2016 comme titulaire au poste de wide receiver pour les Patriots de la Nouvelle-Angleterre. Numéro 3 de l'équipe, il a l'une des meilleures progressions pour un jeune receveur sélectionné par Bill Belichick. Pour ses débuts lors d'une rencontre de pré-saison contre les Saints de La Nouvelle-Orléans, Mitchell se démet le coude gauche sur une chute après avoir attrapé quatre passes pour 55 yards.
Début octobre, pendant la suspension de quatre matchs de Tom Brady à la suite du Deflategate, Mitchell protège le quarterback débutant Jacoby Brissett pendant l'échauffement alors que le safety des Bills de Buffalo Robert Blanton tente de le déstabiliser. Une échauffourée s'ensuit, obligeant les entraîneurs des deux équipes à séparer Blanton et Mitchell.
Après un début de saison timide, Mitchell se révèle le 20 novembre 2016 et inscrit le premier touchdown de sa carrière en réceptionnant une passe de 56 yards de Tom Brady pour battre la défense des 49ers de San Francisco,,. Il termine la rencontre avec 65 snaps, quatre réceptions pour 98 yards et reçoit les louanges de ses coéquipiers,. Tom Brady met en avant son intelligence, son attitude positive et ses grandes mains qui permettent au receveur d'être confiant en ses capacités.
La semaine suivante, il marque deux touchdowns contre les Jets de New York dont celui permettant aux Patriots de gagner la partie sur le score de 22 à 17. Il est le premier joueur à marquer deux fois en étant défendu par Darrelle Revis. En décembre, il marque un nouveau touchdown de six yards contre les Ravens de Baltimore. Lors de la seizième semaine de la saison, il se blesse de nouveau au genou lors de la rencontre contre les Jets de New York. Forfait pour le dernier match de la saison, il termine sa première année dans la ligue avec 32 réceptions pour 401 yards et quatre touchdowns.
En phase finale, Malcolm Mitchell manque la rencontre de division contre les Texans de Houston à cause de la blessure précédemment contractée au genou contre les Jets,. De retour pour le match de championnat de la conférence américaine, le receveur débutant attrape une passe et en laisse tomber une autre sur une troisième tentative,,. Au Super Bowl LI, Mitchell réceptionne six passes pour 70 yards dans le succès des Patriots en prolongation contre les Falcons d'Atlanta. En visite à la Maison-Blanche pour fêter cette victoire, Mitchell est cité par le président des États-Unis Donald Trump dans son discours, ce qui l'émeut.

#### Fin de carrière sur blessure
Quelques heures avant le début de la saison 2017 de la NFL, Malcolm Mitchell est mis sur la liste des joueurs blessés,. Le receveur sort de la liste des joueurs blessés en fin de saison et s'entraîne trois semaines avec l'équipe. Cependant, il ne retrouve pas les terrains de toute la saison bien que son nom revienne à plusieurs reprises parmi les options de l'équipe en vue de la phase finale. Le 23 juillet 2018, deux jours avant le début du camp d'entraînement pour la saison 2018, il est examiné par des médecins pour découvrir la cause de sa douleur au genou,. Dans les jours qui suivent, les médias annoncent que les Patriots cherchent à le transférer. Dans l'impossibilité de s'entraîner, il est libéré par les Patriots début août,. Deux jours plus tard, il est de nouveau opéré au genou et déclare pendant cette nouvelle convalescence avoir l'espoir de pouvoir rejouer un jour en National Football League,.

### Lecteur et écrivain
Vedette sportive, Malcolm Mitchell se démarque des autres joueurs de sa génération par sa passion pour la lecture et l'écriture. En entrant à l'université, il lit avec difficulté,. Travaillant autant académiquement que sportivement, il devient un lecteur passionné et participe mensuellement à un club de lecture,. Cette nouvelle passion l'aide à traverser une période difficile à la suite de sa blessure au genou en 2013.
Avant le début de sa dernière saison universitaire avec les Bulldogs de la Géorgie, Malcolm Mitchell devient même écrivain et publie un livre pour enfants intitulé The Magician’s Hat dans lequel il raconte l'histoire d'un magicien qui sort des livres de son chapeau pour les enfants et leur montre les pouvoirs de la lecture,. Après plus d'une année de travail à l'écriture, et l'assistance de l'artiste Dennis Campay pour les illustrations, Mitchell publie d'abord lui-même le livre sur son propre site internet. Cet accomplissement rend fier son entraîneur de football américain Mark Richt. Les règles de la National Collegiate Athletic Association l'obligent à investir son argent personnel dans la publication du livre et limitent la promotion de l'ouvrage par l'université de Géorgie.
Cet ouvrage lui vaut d'être convié par de très nombreux médias américains comme dans le Steve Harvey Show pour raconter son histoire,,,. En une du Sports Illustrated Kids (en) pendant le mois de la lecture, il est invité au Savannah Book Festival. Son livre est le plus vendu de l'histoire de la boutique de l'université de Géorgie. Son succès et sa performance lors du Super Bowl LI mettent en avant son livre et sa fondation Read with Malcolm,. Cette dernière a pour principal objectif la promotion de la lecture pour les enfants. En 2018, il signe un contrat portant sur la publication de trois livres avec l'éditeur Scholastic Publishing, dont le premier est une réédition de son premier ouvrage avec de nouvelles illustrations.

## Statistiques
Évoluant au poste de wide receiver des Bulldogs de la Géorgie, Malcolm Mitchell inscrit 16 touchdowns en 46 matchs. Ses statistiques lors de ses deux premières saisons en 2011 et 2012 lui permettent d'être considéré dans les jeunes meilleurs joueurs à son poste avant sa grave blessure au début de la saison 2013. Celle-ci contribue à une saison en demi-teinte en 2013 avant de confirmer son talent comme vétéran lors de sa dernière saison avec les Bulldogs.
| 2011  | Géorgie | 11 | 45  | 665   | 14,8 | 4  | 4 | 38 | 9,5 | 0 |
| 2012  | Géorgie | 13 | 40  | 572   | 14,3 | 4  | 5 | 17 | 3,4 | 0 |
| 2013  | Géorgie | 1  | 0   | 0     | 0    | 0  | 0 | 0  | 0   | 0 |
| 2014  | Géorgie | 8  | 31  | 248   | 8,0  | 3  | 0 | 0  | 0   | 0 |
| 2015  | Géorgie | 13 | 58  | 865   | 14,9 | 5  | 0 | 0  | 0   | 0 |
| Total | Total   | 46 | 174 | 2 350 | 13,5 | 16 | 9 | 55 | 6,1 | 0 |

Sélectionné par les Patriots de la Nouvelle-Angleterre lors de la draft 2016 de la NFL, Mitchell est titulaire pour la première rencontre de l'équipe lors de la saison 2016. Il ne manque que deux matchs de cette saison régulière de National Football League, contre les Bills de Buffalo (semaine 8) et les Dolphins de Miami (semaine 17). Pour cause de blessure au genou, il ne joue pas de rencontre après la saison 2016.
| 2016  | Patriots | 14 | 6 | 32 | 66,7 | 401 | 12,5 | 4 | 0 | 0 | 0 | 0 | 0 | 0 |
| Total | Total    | 14 | 6 | 32 | 66,7 | 401 | 12,5 | 4 | 0 | 0 | 0 | 0 | 0 | 0 |

Toujours blessé pour la rencontre contre les Texans de Houston en phase finale, Mitchell joue deux rencontres de phase finale sous le maillot des Patriots : le championnat de la conférence américaine contre les Steelers de Pittsburgh et le Super Bowl LI contre les Falcons d'Atlanta. Pour cause de blessure, il manque les phases finales suivantes.
| 2016  | Patriots | 2 | 2 | 7 | 63,6 | 75 | 10,71 | 0 | 0 | 0 | 0 | 0 | 0 | 0 |
| Total | Total    | 2 | 2 | 7 | 63,6 | 75 | 10,71 | 0 | 0 | 0 | 0 | 0 | 0 | 0 |

## Palmarès
- Vainqueur du Super Bowl LI avec les Patriots de la Nouvelle-Angleterre